# Guatteria punctata
Guatteria punctata este o specie de plante angiosperme din genul Guatteria, familia Annonaceae. A fost descrisă pentru prima dată de Jean Baptiste Christophe Fusée Aublet, și a primit numele actual de la Richard Alden Howard. Conform Catalogue of Life specia Guatteria punctata nu are subspecii cunoscute.